# Wilhelm von der Emde

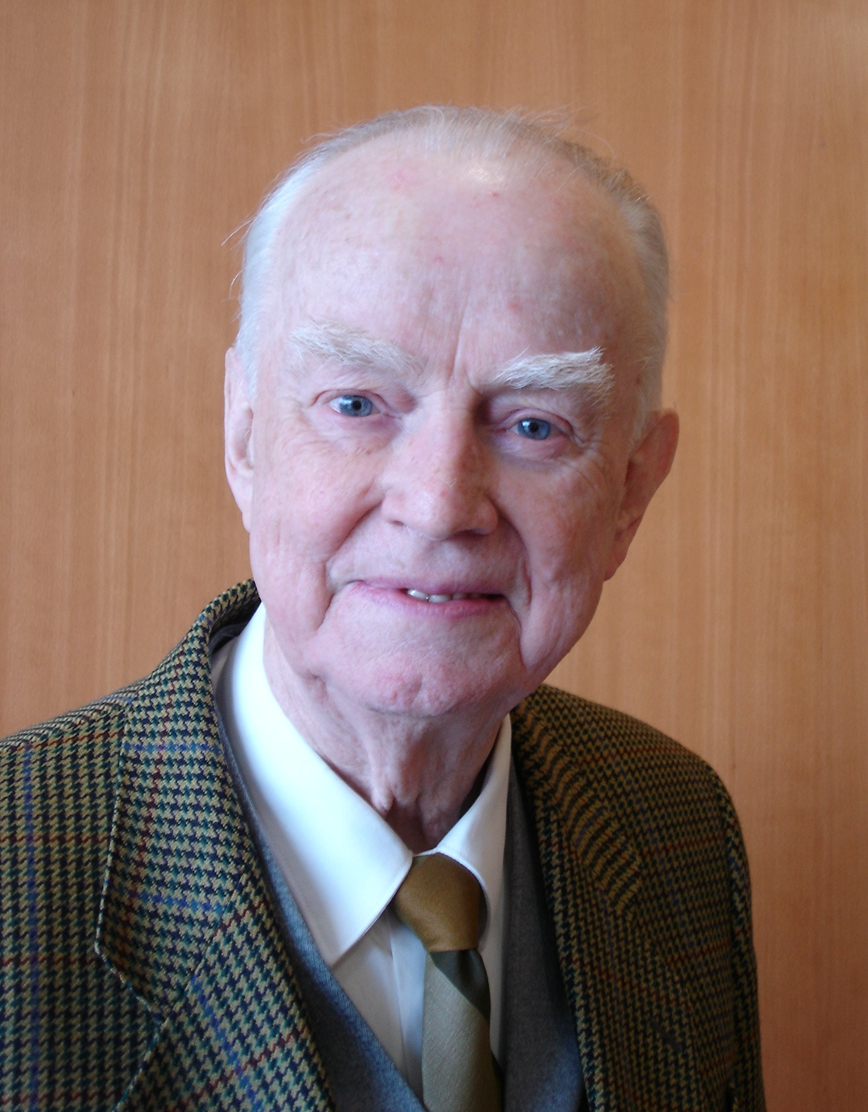
Wilhelm von der Emde, 2017

Wilhelm von der Emde (* 14. Mai 1922 in Kassel; † 19. Februar 2020 in Baden/Wien) war ein deutsch-österreichischer Bauingenieur. Er war wesentlich an der Entwicklung des Belebtschlammverfahrens zur biologischen Abwasserreinigung in Kläranlagen und dem Aufbau einer Infrastruktur zur Reinigung und Entsorgung kommunaler sowie industrieller Abwässer beteiligt. Ein weiteres Feld seiner vielfältigen Tätigkeiten umfasste auch die Ausbildung von Betriebspersonal abwassertechnischer Anlagen. Er initiierte den Aufbau entsprechender Schulungsnetzwerke und wirkte an deren Organisation in leitender Position mit. Seine Arbeit lieferte zentrale Grundlagen zum Gewässerschutz und zur Erhaltung bzw. Verbesserung der Gewässergüte.

## Leben
Wilhelm von der Emde absolvierte, unterbrochen durch den Wehrdienst, von 1940 bis 1948 sein Studium an der Technischen Hochschule Hannover in der Fachrichtung Bauingenieurwesen. Von 1949 bis Ende 1952 war er Mitarbeiter im Ingenieurbüro von Dietrich Kehr, von 1953 bis 1958 Assistent und Oberingenieur am Institut für Siedlungswasserwirtschaft der Technischen Hochschule in Hannover (Leitung: Dietrich Kehr), wo er am 10. Juli 1957 promoviert wurde.
In seiner Dissertation fasste er den damaligen Stand der Methodik zur Bemessung von Abwasserreinigungsanlagen zusammen und beschrieb eine neue Vorgehensweise, die in leicht modifizierter Form bis heute verwendet wird, um den Sauerstoffverbrauch und die Überschussschlammproduktion von Belebungsanlagen zu berechnen.
In den anschließenden Jahren (1958–1964) arbeitete er als Leiter der Abteilung Kläranlagen an der Stadtentwässerung Hamburg. Überlappend (von 1960 bis 1964) war er als Lehrbeauftragter der Technischen Hochschule Braunschweig tätig und hielt ab April 1961 auch Vorlesungen an der Technischen Hochschule Delft. Bei einem Aufenthalt in England (Manchester) lernte er persönlich William T. Lockett, einen der Erfinder des Belebtschlammverfahrens, kennen. Lockett hatte 1914 gemeinsam mit Edward Ardern das auf den Arbeiten von Gilbert John Fowler basierende Belebungsverfahren erfunden.
1960 wurde auf Anregung durch die World Health Organisation (WHO) und der Organisation for Economic Cooperation and Development (OECD) unter Mitwirkung der TU Delft und der Netherlands Universities Foundation for International Cooperation (Nuffic) der „European Course in Sanitary Engineering“, heute IHE Delft (UNESCO-IHE) ins Leben gerufen. Wilhelm von der Emde war ab 1962 hauptamtlicher Dozent dieser Forschungs- und Bildungseinrichtung, bis er 1964 dem Ruf an die Technische Hochschule Wien (heute: Technische Universität Wien) folgte. Dort gründete er das Institut für Wasserversorgung, Abwasserreinigung und Gewässerschutz (heute: Institut für Wassergüte und Ressourcenmanagement), das er vom 1. Oktober 1964 bis zu seiner Emeritierung am 1. Oktober 1987 leitete.

## Leistungen
Während seiner Tätigkeit bei der Hamburger Stadtentwässerung war er maßgeblich an der Planung des Klärwerkes Köhlbrandhöft, der ersten Großanlage mit Hochlastbiologie, beteiligt. In den späten 1960er Jahren plante Wilhelm von der Emde gemeinsam mit Rolf Kayser (später Inhaber des Lehrstuhls für Siedlungswasserwirtschaft an der TU Braunschweig) die Kläranlage Blumental in Wien, die 1969 in Betrieb ging. Diese Anlage fand große internationale Beachtung, da sie weltweit zu den ersten Großanlagen gehörte, die auf biologischem Weg nicht nur organische Verunreinigungen, sondern im selben Becken auch Stickstoffverbindungen weitgehend entfernen konnten. Auch wesentliche Teile des funktionellen Konzepts der späteren Hauptkläranlage Wien, sie ging 1980 in Betrieb und wurde 2005 erweitert, fußen auf den Arbeiten von Wilhelm von der Emde.
Von der Emde erkannte sehr früh, dass die Ziele des Gewässerschutzes nur erreicht werden können, wenn eine Verschmutzung durch Industrieabwässer weitgehend vermieden wird. Das Institut befasste sich daher unter seiner Leitung intensiv mit der Reinigung und Entsorgung der Abwässer aus Leder-, Zellstoff- und Zucker-Produktion und der Chemischen Industrie, die für einen wesentlichen Teil der Belastung der Gewässer in Österreich verantwortlich waren. Dabei wurden vielfach neue Verfahren der Abwasserreinigung vom Laborversuch bis zum Betrieb der großtechnischen Anlagen entwickelt. Ein typisches Beispiel dafür ist das in den 1980er Jahren erarbeitete Verfahren zur Reinigung der aus der Zitronensäureherstellung stammenden Abwässer der Firma Jungbunzlauer in Pernhofen (Niederösterreich). Zentraler Teil dieser Problemlösung ist die anaerobe Vorreinigung der konzentrierten Abwässer, die in einem aufwärts durchströmten Schlammbettreaktor mit Drehverteiler (EKJ-Reaktor) erfolgt. Diese Vorrichtung wurde gemeinsam mit seinem Nachfolger an der TU Wien, Helmut Kroiss, 1983 auch patentiert.
Im Bereich Flussgebietsmanagement erforschte Wilhelm von der Emde den Zusammenhang zwischen Abwasserreinigung und Wassergüte. Die Ergebnisse führten in der Praxis zu einem verbesserten Gewässerschutz und einer erheblichen Steigerung der Gewässergüte, nicht nur in Österreich. Beispielsweise das „Donaugutachten“, dessen Inhalte zu der die biologische Abwasserreinigung in Österreich rechtlich verankernden „Donauverordnung“ führten. Ebenso exemplarisch waren die Arbeiten von Wilhelm von der Emde und seinem Team in Bezug auf die Bekämpfung und Vermeidung der Eutrophierung von Gewässern. Schwerpunkte waren hier die Vermeidung von Phosphoreinträgen in den Bodensee und Neusiedlersee. Die angeregten und getätigten Maßnahmen waren äußerst erfolgreich und gelten international als ein Meilenstein im Bereich des Gewässerschutzes.
Wilhelm von der Emde war Mitbegründer und Vorstandsmitglied der International Water Association (IWA) und in vielen Gremien und Ausschüssen dieser Organisation in führender Position tätig (z. B. Specialist Group on Design, Operation and Costs of Large Wastewater Treatment Plants). An der damaligen TH Wien (heute TU Wien) fand im September 1971 auf seine Anregung der „Workshop on Design – Operation Interactions at Large Treatment Plants“ statt, den er organisierte und leitete. Dabei handelte es sich um die erste Konferenz zu diesem Thema der heute weltweit aktiven IWA (damals noch: International Association on Water Pollution Research, IAWPR). Auch bei der DWA (Deutsche Vereinigung für Wasserwirtschaft, Abwasser und Abfall, vormals ATV – Abwassertechnische Vereinigung), war Wilhelm von der Emde tätig. Dort leitete er unter anderem den ATV-Fachausschuss 2.6 „Aerobe biologische Abwasserreinigungsverfahren“ (späterer Name: DWA-Fachausschuss KA-6 „Aerobe biologische Abwasserreinigungsverfahren“). Dieses Gremium erarbeitete unter seiner maßgeblichen Mitwirkung das Regelblatt ATV-A 131 (1991), in welchem die technischen Regeln zur Wahl der zweckmäßigsten Verfahren zur Kohlenstoff-, Stickstoff- und Phosphorelimination in Abwasserreinigungsanlagen und zur Bemessung der wesentlichen Anlagenteile und -einrichtungen zusammengestellt sind. Auf Grundlage dieses Regelwerkes wurden und werden international Kläranlagen ab einer Größe von 5.000 Einwohnerwerten bemessen, geplant und gebaut.
Darüber hinaus engagierte sich Wilhelm von der Emde auf nationaler wie internationaler Ebene für die Ausbildung qualifizierten Fachpersonals für Kläranlagen. So war er führend am Aufbau des heutigen Ausbildungsprogrammes des Österreichischen Wasser- und Abfallwirtschaftsverbands (ÖWAV) für das Fachpersonal im Bereich Abwasserwirtschaft beteiligt.

## Auszeichnungen und Ehrungen
- 1956: Karl-Imhoff-Preis der ATV
- 1961: George Bradley Gascoigne-Medaille der Water Pollution Control Federation (WPCF), USA
- 1981: Österreichisches Ehrenkreuz für Wissenschaft und Kunst I. Klasse.[12]
- 1987: William Dunbar Medaille der European Water Association (EWA)
- 1992: Preis der Stadt Wien für Naturwissenschaften
- 1992: Max-Prüß-Medaille der DWA

## Werke (Auswahl)
- Wilhelm v.d. Emde (1957): Beitrag zu Versuchen zur Abwasserreinigung mit belebtem Schlamm, Eigenverlage des Instituts für Siedlungswasserwirtschaft der T. H. Hannover, Hannover,
- Wilhelm v.d. Emde (1964): Die Technik der Belüftung in Belebtschlammanlagen (inkl. Diskussion), Schweizerische Zeitschrift für Hydrologie, XXVI, 338–370
- Wilhelm v.d. Emde (1964): 50 Jahre Schlammbelebungsverfahren – Die Geschichte des Belebungsverfahrens (50 Years Activated Sludge Treatment – History of the Activated Sludge Process), gwf Wasser Abwasser, 105(28), 755–760
- Wilhelm v.d. Emde (1971): Abwasserteiche, Belebungsverfahren, Faulverfahren, 6. ÖWWV-Seminar „Industrieabwässer“, Raach, 29.3 – 2.4 1971, Wiener Mitteilungen 6, M1–43
- Wilhelm v.d. Emde (1999): Geschichte der Abwasserentsorgung (The history of wastewater collection and discharge), ATV Publishing, Hennef